# Chytonix bogotica
Chytonix bogotica là một loài bướm đêm trong họ Noctuidae.